# پیوتر میگون
پیوتر میگون (انگلیسی: Piotr Migoń؛ زادهٔ ۱ ژانویهٔ ۱۹۶۶) پژوهشگر اهل لهستان است.
وی همچنین برندهٔ جوایزی همچون برنامه فولبرایت شده‌است.